# Jogos Olímpicos de Verão de 1952
Jogos Olímpicos de Verão de 1952 (em finlandês: Kesäolympialaiset 1952; em sueco: Olympiska sommarspelen 1952), conhecidos oficialmente como os Jogos da XV Olimpíada foram os Jogos Olímpicos realizados em Helsinque, Finlândia, pátria de alguns dos maiores atletas olímpicos de antes da Segunda Guerra Mundial e de todos os tempos. E foram os maiores deles, Hannes Kolehmainen e Paavo Nurmi, os responsáveis pelo momento mais emocionante da abertura do evento, quando, já homens quase idosos, entraram no estádio conduzindo a tocha olímpica e acendendo a pira.
Participaram destes Jogos um total de 4 955 atletas, sendo 519 deles mulheres, representando 69 nações, um recorde até então.

## Processo de candidatura
Helsinque foi escolhida a cidade-sede dos XV Jogos Olímpicos na 40ª sessão do Comitê Olímpico Internacional, realizada em Estocolmo, Suécia no dia 21 de junho de 1947. A candidatura de Helsinque superou a de Amsterdã e de cinco cidades norte-americanas: Chicago, Detroit, Los Angeles, Minneapolis e Filadélfia.
Helsinque já havia sido escolhida anteriormente para sediar os Jogos Olímpicos de Verão de 1940, que foram cancelados por causa da Segunda Guerra Mundial.
| Resultados da eleição da cidade-sede dos Jogos da XV Olimpíada | Resultados da eleição da cidade-sede dos Jogos da XV Olimpíada | Resultados da eleição da cidade-sede dos Jogos da XV Olimpíada | Resultados da eleição da cidade-sede dos Jogos da XV Olimpíada |
| -------------------------------------------------------------- | -------------------------------------------------------------- | -------------------------------------------------------------- | -------------------------------------------------------------- |
| Cidade                                                         | CON                                                            | Rodada 1                                                       | Rodada 2                                                       |
| Helsinque                                                      | Finlândia                                                      | 14                                                             | 15                                                             |
| Minneapolis                                                    | Estados Unidos                                                 | 4                                                              | 5                                                              |
| Los Angeles                                                    | Estados Unidos                                                 | 4                                                              | 5                                                              |
| Amsterdam                                                      | Países Baixos                                                  | 3                                                              | 3                                                              |
| Detroit                                                        | Estados Unidos                                                 | 2                                                              | -                                                              |
| Chicago                                                        | Estados Unidos                                                 | 1                                                              | -                                                              |
| Filadélfia                                                     | Estados Unidos                                                 | -                                                              | -                                                              |

## Fatos e destaques

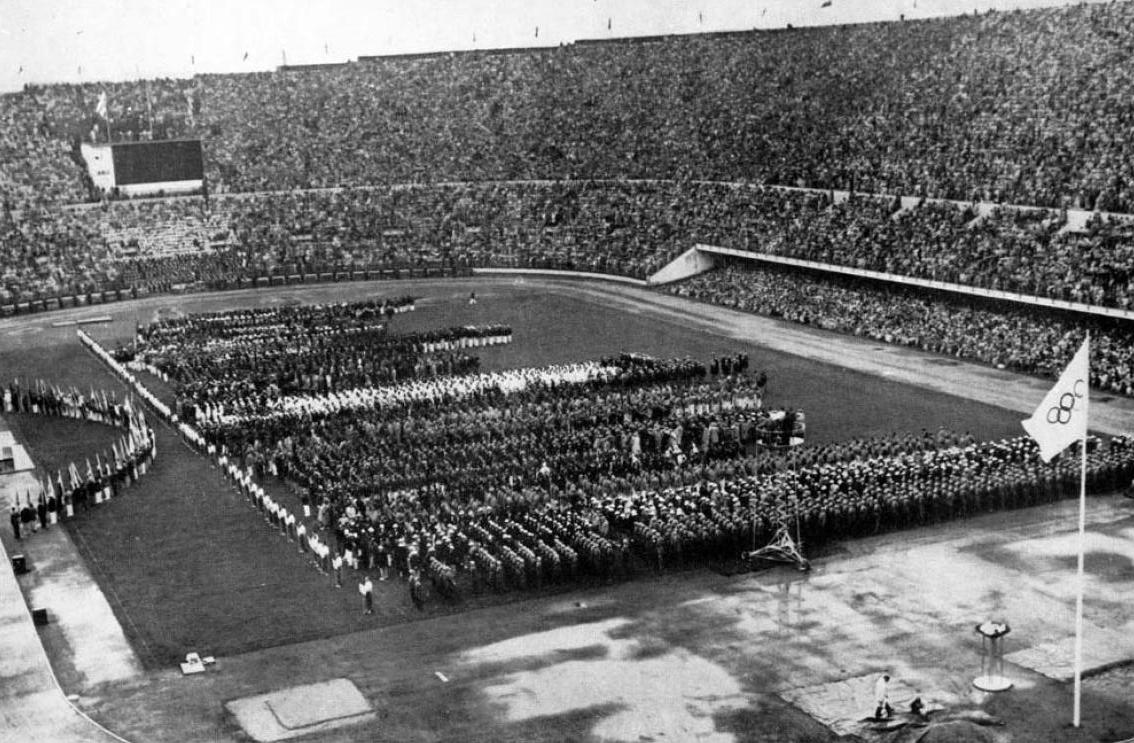
Cerimônia de abertura no Estádio Olímpico de Helsinque.

- No país dos maiores fundistas da história olímpica, nada mais apropriado que o mais sensacional feito dos Jogos viesse também de um corredor de longas distâncias. O tcheco Emil Zatopek conseguiu uma façanha jamais igualada, ao vencer as provas dos 5000 m, 10000 metros e a maratona numa mesma Olimpíada, somando um total de quatro medalhas de ouro no atletismo com a conquistada em Londres nos Jogos anteriores.

- Helsinque registrou a presença em Jogos Olímpicos, pela primeira vez, da União Soviética, que, por reflexo da Guerra Fria então existente, instalou-se numa vila olímpica separada. A primeira medalha de ouro soviética em Jogos foi ganha por Nina Romashkova, no lançamento de disco e a equipe feminina de ginástica encantou o mundo conquistando facilmente a sua primeira medalha de ouro por equipes na modalidade, façanha que repetiria por oito Olimpíadas consecutivas.

- O carpinteiro sueco Lars Hall sagrou-se o primeiro campeão olímpico não-militar do pentatlo moderno.

- O poster oficial dos Jogos traz a imagem do maior atleta olímpico finlandês de todos os tempos, Paavo Nurmi, correndo, esculpida em bronze.

- A fabulosa seleção húngara de futebol liderada por Ferenc Puskás conquistou o título olímpico e continuaria maravilhando o mundo até perder a final da Copa do Mundo para a Alemanha Ocidental dois anos depois, na Suíça. A Hungria, um país com apenas dez milhões de habitantes, conseguiu a extraordinária façanha de ganhar 45 medalhas nestes Jogos, ficando atrás apenas dos Estados Unidos e da União Soviética.

- Sete anos após o término da Segunda Guerra Mundial, a Alemanha pôde novamente participar dos Jogos, mas apenas alemães da parte ocidental competiram.

- Josy Barthel, de Luxemburgo, provocou a maior surpresa dos Jogos ao vencer a prova dos 1500 m no atletismo e conquistar a que até hoje é a única medalha de ouro do seu país.

- Trinta e dois anos após a estreia do Brasil nas Olimpíadas em Antuérpia 1920 e da conquista de até então sua única medalha de ouro olímpica, o saltador paulista Adhemar Ferreira da Silva conquista sua primeira vitória no salto triplo e o segundo do país, quebrando o recorde olímpico e mundial três vezes no processo. Uma curiosidade histórica sobre Adhemar é pouco conhecida pela posteridade, apesar de ter se tornado um costume universal no esporte. Extasiados com a performance daquele gigante negro desconhecido de um país longínquo, os torcedores finlandeses aplaudiam e gritavam entusiasticamente seu nome por todo o estádio, instando-o a estar com eles. Vagarosamente então Adhemar começou a andar pela pista sorrindo e agradecendo os frenéticos aplausos. Cada vez mais incentivado a seguir em frente pela massa que o chamava e queria vê-o de perto, Adhemar começou a trotar ao mesmo tempo em que acenava para a multidão e assim foi trotando em volta de todo o estádio olímpico. Inconscientemente, o campeão brasileiro criava ali a chamada volta olímpica, que nos anos seguintes e até nossos dias passaria a ser usada comumente pelos campeões de todos os esportes para saudar o público após suas vitórias.

## Modalidades disputadas

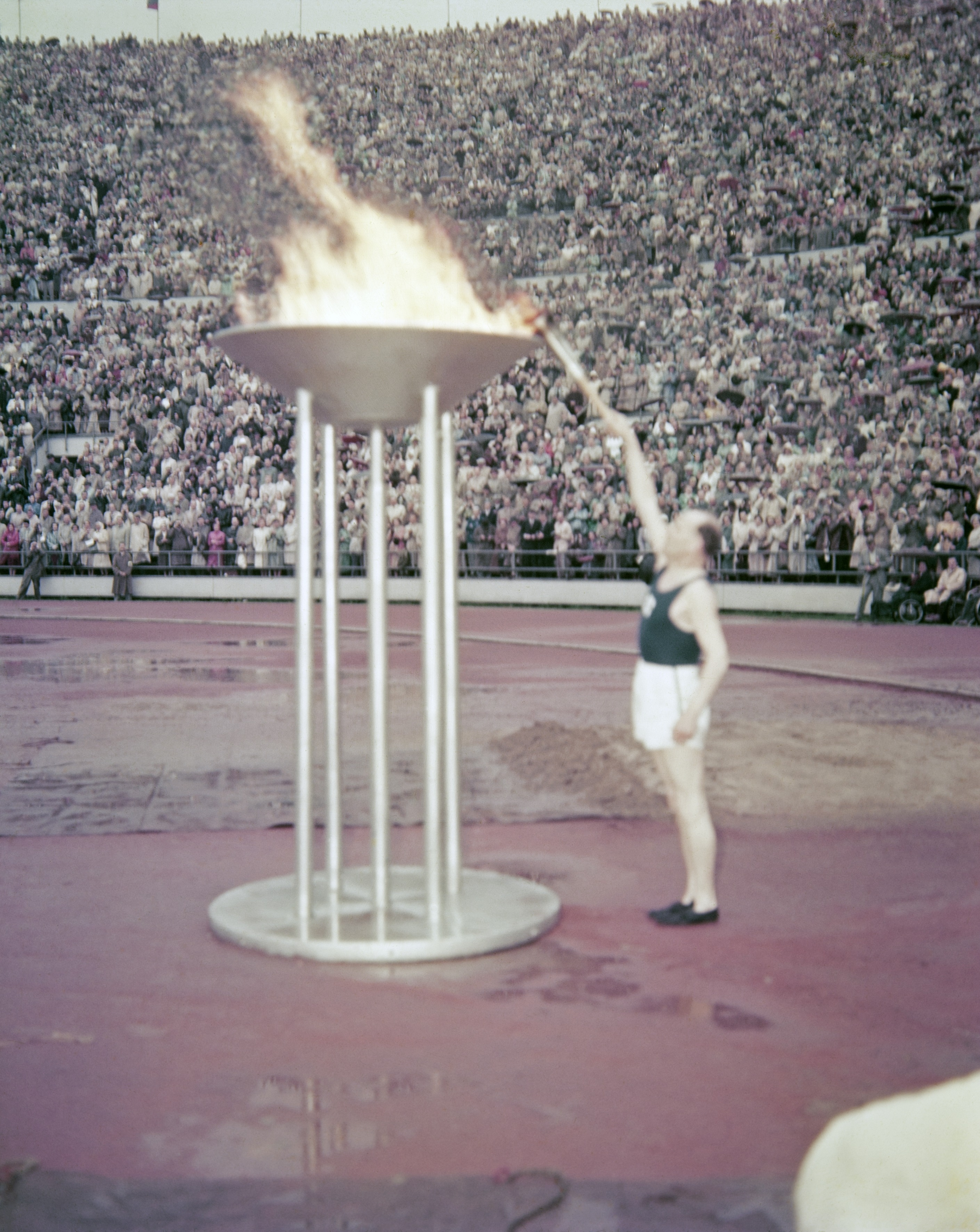
Paavo Nurmi acende a chama olímpica.

| - Atletismo (detalhes) - Basquetebol (detalhes) - Boxe (detalhes) - Canoagem (detalhes) - Ciclismo (detalhes) - Esgrima (detalhes) - Futebol (detalhes) - Ginástica (detalhes) - Halterofilismo (detalhes) - Hipismo (detalhes) |  | - Hóquei sobre a grama (detalhes) - Natação (detalhes) - Pentatlo moderno (detalhes) - Pólo aquático (detalhes) - Remo (detalhes) - Saltos ornamentais (detalhes) - Tiro (detalhes) - Vela (detalhes) - Wrestling (detalhes) |

## Países participantes

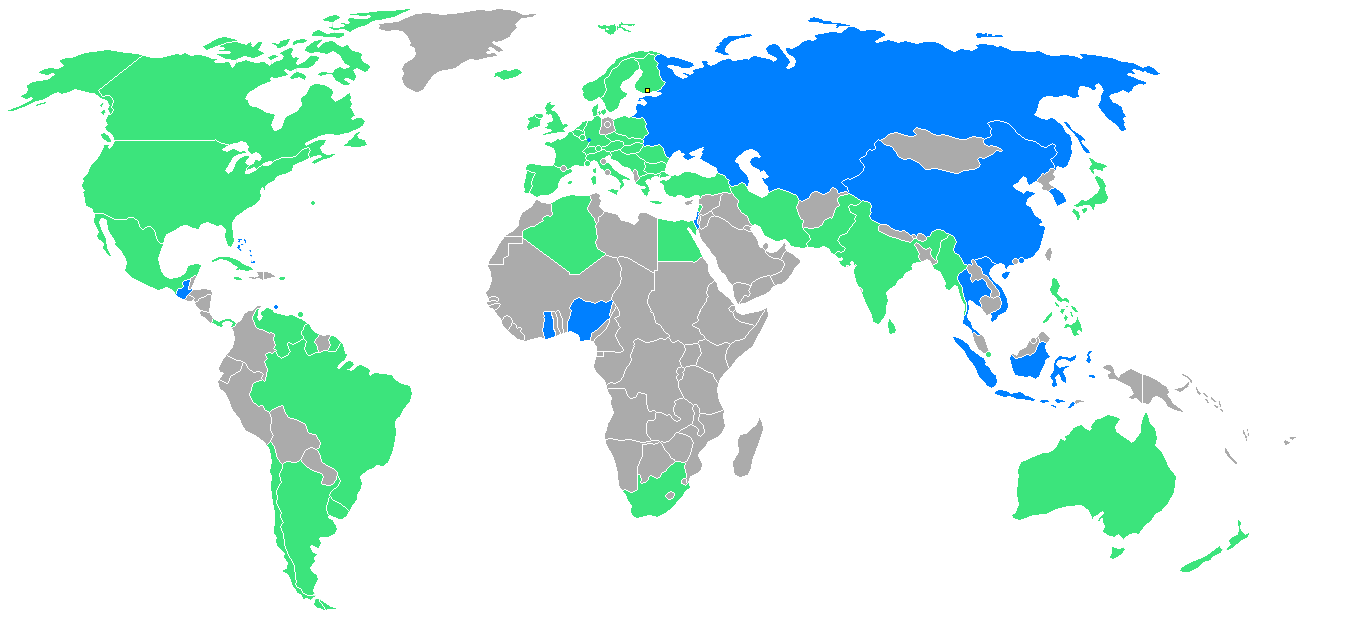
Participantes dos Jogos Olímpicos em 1952, com as nações estreantes em azul

Atletas de 69 Comitês Olímpicos Nacionais foram representadas em Helsinque, sendo que treze deles competiram em Olimpíadas pela primeira vez: Antilhas Neerlandesas, Bahamas, República Popular da China, Costa do Ouro (atual Gana), Guatemala, Hong Kong, Indonésia, Israel, Nigéria, Tailândia, União Soviética e Vietnã.
Japão e Alemanha foram reintegrados e autorizados a enviar atletas depois de serem banidos em 1948 por instigarem a Segunda Guerra Mundial. Devido à divisão da Alemanha, os atletas alemães do Sarre competiram com uma equipe separada pela única vez. Apenas a Alemanha Ocidental forneceu atletas para a equipe alemã, já que a Alemanha Oriental se recusou a participar de uma equipe conjunta.
Na lista abaixo, o número entre parênteses indica o número de atletas por cada nação nos Jogos:
- RSA África do Sul (64)
- GER Alemanha (205)
- AHO Antilhas Neerlandesas (11)
- ARG Argentina (123)
- AUS Austrália (87)
- AUT Áustria (112)
- BAH Bahamas (7)
- BEL Bélgica (135)
- BER Bermudas (6)
- BIR Birmânia (5)
- BRA Brasil (97)
- BUL Bulgária (63)
- CAN Canadá (107)
- CEY Ceilão (5)
- TCH Checoslováquia (99)
- CHI Chile (59)
- CHN China (1)
- KOR Coreia do Sul (19)
- GHA Costa do Ouro (7)
- CUB Cuba (29)
- DEN Dinamarca (129)
- EGY Egito (106)
- ESP Espanha (30)
- USA Estados Unidos (286)
- PHI Filipinas (25)
- FIN Finlândia (258)
- FRA França (245)
- GBR Grã-Bretanha (257)
- GRE Grécia (53)
- GUA Guatemala (21)
- GUY Guiana Britânica (1)
- HKG Hong Kong (4)
- HUN Hungria (189)
- IND Índia (69)
- INA Indonésia (3)
- IRI Irã (22)
- IRL Irlanda (19)
- ISL Islândia (9)
- ISR Israel (26)
- ITA Itália (231)
- YUG Iugoslávia (96)
- JAM Jamaica (8)
- JPN Japão (69)
- LIB Líbano (9)
- LIE Liechtenstein (2)
- LUX Luxemburgo (44)
- MEX México (64)
- MON Mônaco (8)
- NGR Nigéria (9)
- NOR Noruega (102)
- NZL Nova Zelândia (15)
- NED Países Baixos (104)
- PAN Panamá (1)
- PAK Paquistão (38)
- POL Polônia (125)
- PUR Porto Rico (21)
- POR Portugal (71)
- ROU Romênia (114)
- SAA Sarre (36)
- SIN Singapura (5)
- SWE Suécia (206)
- SUI Suíça (157)
- THA Tailândia (8)
- TRI Trinidad e Tobago (2)
- TUR Turquia (51)
- URS União Soviética (295)
- URU Uruguai (32)
- VEN Venezuela (38)
- VIE Vietnã (8)

## Quadro de medalhas
| Ordem | País                | Medalha de ouro | Medalha de prata | Medalha de bronze |    |  |
| ----- | ------------------- | --------------- | ---------------- | ----------------- | -- |  |
| 1     | USA Estados Unidos  | 40              | 19               | 17                | 76 |  |
| 2     | URS União Soviética | 22              | 30               | 19                | 71 |  |
| 3     | HUN Hungria         | 16              | 10               | 16                | 42 |  |
| 4     | SWE Suécia          | 12              | 13               | 10                | 35 |  |
| 5     | ITA Itália          | 8               | 9                | 4                 | 21 |  |
| 6     | TCH Checoslováquia  | 7               | 3                | 3                 | 13 |  |
| 7     | FRA França          | 6               | 6                | 6                 | 18 |  |
| 8     | FIN Finlândia       | 6               | 3                | 13                | 22 |  |
| 9     | AUS Austrália       | 6               | 2                | 3                 | 11 |  |
| 10    | NOR Noruega         | 3               | 2                |                   | 5  |  |
|       |                     |                 |                  |                   |    |  |
| 24    | BRA Brasil          | 1               |                  | 2                 | 3  |  |

## Artigos relacionados
- Lista dos jogos olímpicos da era moderna